# 魔族之鳥
魔族之鳥（日语：モズカッチャン），是日本純種競賽馬匹。生涯活躍於中距離賽事，曾於2017年勝出女皇伊利沙伯二世盃。

## 出賽前
2014年2月27日出生於北海道日高町目黑牧場，成長途中被賽馬機構Capital System購入。
其後交由栗東訓練中心練馬師鮫島一步訓練。

## 競賽生涯

### 2歲
2016年12月24日出戰阪神競馬場2歲新馬戰，然而於其中僅獲得第六名。

### 3歲
2017年1月17日出戰3歲未勝利戰獲得第三後，終於在2月的另一場3歲未勝利戰取得首勝。
其後出戰3歲500萬獎金以下條件戰，比賽途中保持於先頭位置並於第四彎道開始取得領先，最終成功保持優秀下擊敗對手取勝。
4月23日出戰花仙錦標，賽前僅獲得第十三人氣。比賽開始後，其處於中團位置展開推進，並於進入直路後閃入內欄位置加速，最終跑出全場最快末腳下一舉衝出超越前方所有對手，爆冷取得首個分級賽冠軍。
5月21日出戰優駿牝馬（日本橡樹大賽），比賽途中繼續採用居中戰術，並保持穩定的節奏。通過第四彎道時候，其和花仙錦標一樣閃入內欄進行加速，並於直路上一度取得領先，可惜其後被觸動心弦超越並拉開1 3/4馬位落敗。
入秋後以玫瑰錦標作爲起動戰，然而於直路失速下沉底，最終以第七落敗。
10月15日出戰秋華賞，通過第一至二彎道時候突然發生蹄鐵跌落的事故，並因此受到影響未能最大程度加速，最終敗於迪雅卓及雍容白荷取得第三。
其後出戰女皇伊利沙伯二世盃和一衆年長馬匹決戰，賽前獲得第五人氣。比賽開始後，后之奇跡及火星花帶出領放，魔族之鳥和第一人氣強擊處於先頭位置推進，而第二人氣薑味烈酒及第三人氣覓奇妃則於中團靠後位置追走。進入直路後，魔族之鳥隨即展現優秀的反應及爆發力不斷加速，最終不斷衝刺下成功於最後關頭超越火星花取得首個一級賽冠軍，亦為練馬師鮫島一步帶來首個及唯一一個一級賽優勝。

### 4歲
2018年年初出戰京都紀念取得第四後，陣營安排其遠征阿聯酋出戰杜拜司馬經典賽，然而再度未能發揮實力下僅獲得第六。
回國後進入放草狀態，並於秋季復出出戰札幌紀念及女皇伊利沙伯二世盃，於狀態稍微回復下跑出不俗戰績取得兩連季。
12月23日出戰有馬紀念，本次比賽採用先頭戰術保持於前方，然而進入直路後開始力弱失速，最終以第八落敗。

### 5歲
2019年3月10日出戰金鯱賞作爲年度首戰，然而一直處於後方位置無法衝出，最終以第九大敗。
賽後其更被發現右前腳患有肌腱炎，最終陣營安排其退役，並於3月21日取消日本中央競馬會的賽駒註冊。

### 詳細賽績
| 日期       | 舉辦國家 | 馬場 | 距離   | 級別 | 賽事名稱           | 負重 | 騎師     | 馬號 | 出馬 | 名次 | 時間     | 頭馬（二馬）        |
| ---------- | -------- | ---- | ------ | ---- | ------------------ | ---- | -------- | ---- | ---- | ---- | -------- | ------------------- |
| 24/12/2016 | 日本     | 阪神 | 草1800 |      | 2歲新馬            | 54   | 藤岡康太 | 9    | 13   | 6    | 1:50.9   | In Whispers         |
| 17/1/2017  | 日本     | 京都 | 草1800 |      | 3歲未勝利          | 54   | 和田龍二 | 15   | 16   | 3    | 1:50.8   | 千古傳誦            |
| 12/2/2017  | 日本     | 小倉 | 草1800 |      | 3歲未勝利          | 54   | 藤岡康太 | 12   | 16   | 1    | 1:48.9   | （Germinate）       |
| 26/3/2017  | 日本     | 中山 | 草1800 |      | 3歲50萬獎金以下    | 54   | 和田龍二 | 7    | 13   | 1    | 1:51.8   | （B B Gaudi）       |
| 23/4/2017  | 日本     | 東京 | 草2000 | GII  | 花仙錦標           | 54   | 和田龍二 | 1    | 18   | 1    | 2:01.3   | （Yamakatsu Grace） |
| 21/5/2017  | 日本     | 東京 | 草2400 | GI   | 優駿牝馬           | 55   | 和田龍二 | 1    | 18   | 2    | 2:24.4   | 觸動心弦            |
| 17/9/2017  | 日本     | 阪神 | 草1800 | GII  | 玫瑰錦標           | 54   | 杜滿萊   | 2    | 18   | 7    | 1:46.2   | Rabbit Run          |
| 15/10/2017 | 日本     | 京都 | 草2000 | GI   | 秋華賞             | 55   | 杜滿萊   | 4    | 18   | 3    | 2:00.4   | 迪雅卓              |
| 12/11/2017 | 日本     | 京都 | 草2200 | GI   | 女皇伊利沙伯二世盃 | 54   | 杜滿萊   | 5    | 18   | 1    | 2:14.3   | （火星花）          |
| 11/2/2018  | 日本     | 京都 | 草2200 | GII  | 京都紀念           | 54   | 杜滿萊   | 5    | 10   | 4    | 2:16.5   | 關鍵一擊            |
| 31/3/2018  | 阿聯酋   | 美丹 | 草2410 | GI   | 杜拜司馬經典賽     | 54.5 | 杜滿樂   | 1    | 10   | 6    | 紀錄缺失 | 鷹爪刀              |
| 19/8/2018  | 日本     | 札幌 | 草2000 | GII  | 札幌紀念           | 55   | 杜滿萊   | 15   | 16   | 3    | 2:01.1   | 白日彗星            |
| 11/11/2018 | 日本     | 京都 | 草2200 | GI   | 女皇伊利沙伯二世盃 | 56   | 杜滿萊   | 7    | 17   | 3    | 2:13.6   | 雍容白荷            |
| 23/12/2018 | 日本     | 中山 | 草2500 | GI   | 有馬紀念           | 55   | 杜滿萊   | 3    | 16   | 8    | 2:33.0   | 防爆裝束            |
| 10/3/2019  | 日本     | 中京 | 草2000 | GII  | 金鯱賞             | 54   | 和田龍二 | 12   | 13   | 9    | 2:01.5   | 野田優驥            |

## 退役後
退役後，魔族之鳥成爲了繁殖雌馬，於北海道日高町目黑牧場休養，在2019年進行配種。首匹子嗣Mozu Mawashigeri在2020年出生，可於2022年出賽。

### 詳細繁殖資料
| 數目   | 馬名             | 出生年 | 性別 | 父系     | 練馬師                         | 馬主                     | 戰績                  |
| ------ | ---------------- | ------ | ---- | -------- | ------------------------------ | ------------------------ | --------------------- |
| 第一匹 | Mozu Mawashigeri | 2020   | 雄   | 大賽波士 | 栗東・鮫島一步 →金澤・井樋一也 | Capital System →嶋田亘克 | 8戰0冠1亞1季（退役）  |
| 第二匹 | Mozu Aegis       | 2021   | 雄   | 轟雷暴雪 | 栗東・松下武士 →園田・新子雅司 | Capital System →北則雅司 | 16戰1冠2亞1季（現役） |
|        | （受胎失敗）     |        |      | 魔族雅谷 |                                |                          |                       |
|        | （受胎失敗）     |        |      | 魔族雅谷 |                                |                          |                       |
|        | （受胎失敗）     |        |      | 魔族雅谷 |                                |                          |                       |
| 黃金船 | （受胎失敗）     |        |      |          |                                |                          |                       |

## 血統簡介
父系無敵先鋒爲英國賽駒，生涯戰績優秀，曾勝出一級賽英皇佐治六世及皇后伊利沙伯錦標，退役後被社台集團引入至日本作配種馬之用。祖父單色里爲英國生產的法國賽駒，生涯戰績不俗，曾勝出二級賽山谷百合錦標，亦於一級賽法國二千堅尼、森林大賽及薩塞克斯錦標跑獲亞軍。
母系Site Dealer爲日本馬匹，生涯無出賽紀錄。外祖父夏威夷王亦爲日本賽駒，生涯戰績極爲優秀，僅得一戰未能獲勝，曾勝出一級賽NHK一哩賽及東京優駿（日本打吡），爲日本史上首匹贏得變則二冠的賽駒。

### 血統表
| 父線：單色系（北地舞人系）                         |                            |              |                  |
| 種馬 無敵先鋒 2006年（棗色）                       | 單色里 1996年（深棗色）    | 丹山         | 單色             |
| 種馬 無敵先鋒 2006年（棗色）                       | 單色里 1996年（深棗色）    | 丹山         | Razyana          |
| 種馬 無敵先鋒 2006年（棗色）                       | 單色里 1996年（深棗色）    | Hasili       | Kahyasi          |
| 種馬 無敵先鋒 2006年（棗色）                       | 單色里 1996年（深棗色）    | Hasili       | Kerali           |
| 種馬 無敵先鋒 2006年（棗色）                       | Penang Pear 1996年（棗色） | Bering       | Arctic Tern      |
| 種馬 無敵先鋒 2006年（棗色）                       | Penang Pear 1996年（棗色） | Bering       | Beaune           |
| 種馬 無敵先鋒 2006年（棗色）                       | Penang Pear 1996年（棗色） | Guapa        | Shareef Dancer   |
| 種馬 無敵先鋒 2006年（棗色）                       | Penang Pear 1996年（棗色） | Guapa        | Sauceboat        |
| 繁殖雌馬 Site Dealer 2006年（深棗色）              | 夏威夷王 2001年（棗色）    | 金滿寶       | 淘金者           |
| 繁殖雌馬 Site Dealer 2006年（深棗色）              | 夏威夷王 2001年（棗色）    | 金滿寶       | Miesque          |
| 繁殖雌馬 Site Dealer 2006年（深棗色）              | 夏威夷王 2001年（棗色）    | Manfath      | 最後大官         |
| 繁殖雌馬 Site Dealer 2006年（深棗色）              | 夏威夷王 2001年（棗色）    | Manfath      | Pilot Bird       |
| 繁殖雌馬 Site Dealer 2006年（深棗色）              | Best Root 1999年（栗色）   | Storm Boot   | 雷貓             |
| 繁殖雌馬 Site Dealer 2006年（深棗色）              | Best Root 1999年（栗色）   | Storm Boot   | Aliata           |
| 繁殖雌馬 Site Dealer 2006年（深棗色）              | Best Root 1999年（栗色）   | Bright Tiara | 首席皇冠         |
| 繁殖雌馬 Site Dealer 2006年（深棗色）              | Best Root 1999年（栗色）   | Bright Tiara | Expressive Dance |
| 雌系：號族：10-a                                   |                            |              |                  |
| 五代內近親交配：淘金者 4×5、單色 4×5、北地舞人 5×5 |                            |              |                  |

## 命名由來
名字中，Mozu（モズ）是馬主Capital System之冠名，是日語中對百舌鳥的稱呼，來自Capital System代表北側雅司的出生地大阪府堺市中的百舌鳥古墳群，Katchan（カッチャン）就是北側一名友人的暱稱，香港則只取冠名部分的音譯，並加以聯想，翻譯为「魔族之鳥」。

## 外部連結
- 魔族之鳥 netkeba.com （页面存档备份，存于）
- 血統表 （页面存档备份，存于）